# プリンスパラタイン
プリンスパラタイン（Prince Palatine、1908年 - 1924年）は、イギリスの競走馬・種牡馬である。クラシックはセントレジャーステークスしか出走、制覇することはできなかったが、古馬となってからはアスコットゴールドカップ連覇、ジョッキークラブステークス制覇など活躍した。とくにイギリス古馬戦線で大レースを何勝もした1912年の活躍には目を見張るものがある。
プリンスパラタインは1908年に生まれた。父パーシモンはこの年死亡しており、本馬は父最後の世代である。母はアイシングラス産駒のレディライトフットで、生産者はウィリアム・ウォーカー。馬名はカウンティーパラタイン (en:County palatine) に由来する。
ヘンリー・ビアズリーの調教を受け2歳時は6戦して3勝を挙げた。しかし脚部に不安があり2000ギニー、エプソムダービーは回避せざるを得なかった。秋には調子を上げセントレジャーステークスを6馬身差で楽勝している。
翌年はコロネーションカップこそステッドファストの2着に敗れたが、ジョッキークラブステークス、アスコットゴールドカップ、エクリプスステークス、ドンカスターカップなどすべて楽勝。翌年も現役を続け、アスコットゴールドカップ連覇、コロネーションカップなどの勝ち星を重ねた。1912,1913年にはイギリス年度代表馬にも選ばれている。
引退間際4万5000ポンドで買われ、1914年からチャイルドウィックベリスタッドにて400ギニーの種付け料で供用された。しかし、受胎率が低くあまり活躍馬は出なかった。1920年にはリーディングサイアー9位につけてはいるが、その2年前の1918年には18000ギニーでフランスのウィイー牧場に転売されており、さらに1920年にはアメリカ合衆国に送られた。そこでも成功はかなわず、孫のプリンスローズやアンブレーカブレ、ハリーオフ兄弟が活躍し注目を集めたときには、すでに1924年ケンタッキーのハラパファームで起こった火事に巻き込まれ死亡してしまっていた。

## 競走成績
- 1910年（6戦3勝）
  - インペリアルプロデュースステークス
- 1911年
  - セントレジャーステークス
  - ゴードンステークス
- 1912年
  - アスコットゴールドカップ
  - エクリプスステークス
  - ジョッキークラブステークス
  - ドンカスターカップ
  - 2着 - コロネーションカップ（勝ち馬ステッドファスト）
- 1913年
  - アスコットゴールドカップ
  - コロネーションカップ

## おもな産駒
- ローズプリンス（クイーンアレクサンドラステークス、シザラウィッチ：プリンスローズの父）
- ヒーゴーズ（アイリッシュダービー）
- ジャンボローニャ（ジョッキークラブ大賞、イタリア大賞）
- ブルーグラス（アンブレーカブレ、ハリーオフ、ブロードサイド3頭の母）

## 血統表
| プリンスパラタインの血統（セントサイモン系 / Hampton3×4=18.75% Galopin3×5=15.62% Lord Clifden4×5.5=12.50%） | プリンスパラタインの血統（セントサイモン系 / Hampton3×4=18.75% Galopin3×5=15.62% Lord Clifden4×5.5=12.50%） | プリンスパラタインの血統（セントサイモン系 / Hampton3×4=18.75% Galopin3×5=15.62% Lord Clifden4×5.5=12.50%） | （血統表の出典）  | （血統表の出典） |
| 父 Persimmon 1893 鹿毛                                                                                      | 父の父St. Simon 1881 鹿毛                                                                                   | Galopin | Vedette           | Vedette          |
| 父 Persimmon 1893 鹿毛                                                                                      | 父の父St. Simon 1881 鹿毛                                                                                   | Galopin | Flying Duchess    |                  |
| 父 Persimmon 1893 鹿毛                                                                                      | 父の父St. Simon 1881 鹿毛                                                                                   | St.Angela                                                                                                   | King Tom          | King Tom         |
| 父 Persimmon 1893 鹿毛                                                                                      | 父の父St. Simon 1881 鹿毛                                                                                   | St.Angela                                                                                                   | Adeline           |                  |
| 父 Persimmon 1893 鹿毛                                                                                      | 父の母Perdita 1881 鹿毛                                                                                     | Hampton | Lord Clifden      | Lord Clifden     |
| 父 Persimmon 1893 鹿毛                                                                                      | 父の母Perdita 1881 鹿毛                                                                                     | Hampton | Lady Langden      |                  |
| 父 Persimmon 1893 鹿毛                                                                                      | 父の母Perdita 1881 鹿毛                                                                                     | Hermione | Y.Melbourne       | Y.Melbourne      |
| 父 Persimmon 1893 鹿毛                                                                                      | 父の母Perdita 1881 鹿毛                                                                                     | Hermione | La Belle Helene   |                  |
| 母 Lady Lightfoot 1900 鹿毛                                                                                 | 母の父Isinglass 1890 鹿毛                                                                                   | Isonomy | Sterling          | Sterling         |
| 母 Lady Lightfoot 1900 鹿毛                                                                                 | 母の父Isinglass 1890 鹿毛                                                                                   | Isonomy | Isola Bella       |                  |
| 母 Lady Lightfoot 1900 鹿毛                                                                                 | 母の父Isinglass 1890 鹿毛                                                                                   | Dead-Lock                                                                                                   | Wenlock           | Wenlock          |
| 母 Lady Lightfoot 1900 鹿毛                                                                                 | 母の父Isinglass 1890 鹿毛                                                                                   | Dead-Lock                                                                                                   | Malpractice       |                  |
| 母 Lady Lightfoot 1900 鹿毛                                                                                 | 母の母Glare 1891 青鹿毛                                                                                     | Ayrshire | Hampton           | Hampton          |
| 母 Lady Lightfoot 1900 鹿毛                                                                                 | 母の母Glare 1891 青鹿毛                                                                                     | Ayrshire | Atalanta          |                  |
| 母 Lady Lightfoot 1900 鹿毛                                                                                 | 母の母Glare 1891 青鹿毛                                                                                     | Footlight                                                                                                   | Cremorne          | Cremorne         |
| 母 Lady Lightfoot 1900 鹿毛                                                                                 | 母の母Glare 1891 青鹿毛                                                                                     | Footlight                                                                                                   | Paraffin F-No.1-m |                  |